# Mursa marica
Mursa marica là một loài bướm đêm trong họ Noctuidae.